# Salvatore Postiglione
Salvatore Postiglione (Napoli, 20 dicembre 1861 – Napoli, 28 novembre 1906) è stato un pittore italiano; certamente fu uno dei pittori napoletani più dotati nel periodo storico coincidente con la cosiddetta Belle Epoque.

## Biografia
Salvatore Postiglione, nato a Napoli il 20 dicembre 1861, apparteneva ad una famiglia di artisti. Fratello di Luca Postiglione, anch'egli pittore, Salvatore apprese i primi rudimenti dal padre Luigi - pittore di quadri religiosi che lo lasciò prematuramente orfano - e dallo zio Raffaele, valente disegnatore, studioso delle opere di Raffaello Sanzio e professore all'Accademia di belle arti di Napoli, dove Salvatore frequentò anche le lezioni di Domenico Morelli. Successivamente frequentò l'Accademia di belle arti di Modena, dove più tardi divenne professore. Suo allievo fu il pittore Giuseppe Gabbiani (1862-1933).
Salvatore Postiglione fu grande estimatore della pittura del Seicento, di Rubens in particolare. Egli praticò con successo e originalità vari generi pittorici, come il ritratto, con particolare predilezione per la figura femminile, il paesaggio e le scenette popolaresche.
Affrescò il castello di Miramare, a Trieste e un salone del palazzo De Riseis, a Napoli.
Morì a Napoli, il 28 novembre 1906, all'età di quarantacinque anni, ancora in piena attività nonostante la malferma salute, e lasciò la moglie Giulia Calandra, di origine piemontese, e due figli: Luigi ed Ida. La seconda avrebbe poi sposato il pittore Gennaro Bottiglieri.
Il 24 maggio 1907 fu commemorato all'Accademia di belle arti di Napoli. Nel 1910 furono esposte due sue opere alla Biennale di Venezia.

## Opere in musei e chiese
- Galleria Nazionale d'Arte Moderna di Roma, Pier Damiano e la contessa Adelaide di Savoia, olio su tela.
- Museo d'arte Costantino Barbella di Chieti, Ritratto della Baronessa Guevara-Suardo.
- Galleria dell'Accademia di belle arti, Ritratto dello scultore Stanislao Lista, olio su tela, 1878 circa, 64x77 cm.[1]
- Palazzo Zevallos Stigliano di Napoli, Per una messa novella, olio su tela.
- Chiesa di Santa Maria della Misericordia a Capodimonte, Napoli, Sant'Antonio da Padova con il bambino, olio su tela
- Pinacoteca comunale Attilio Moroni, Porto Recanati
- Duomo di Nola, L'apoteosi di San Felice, olio su tela